# Disk'O

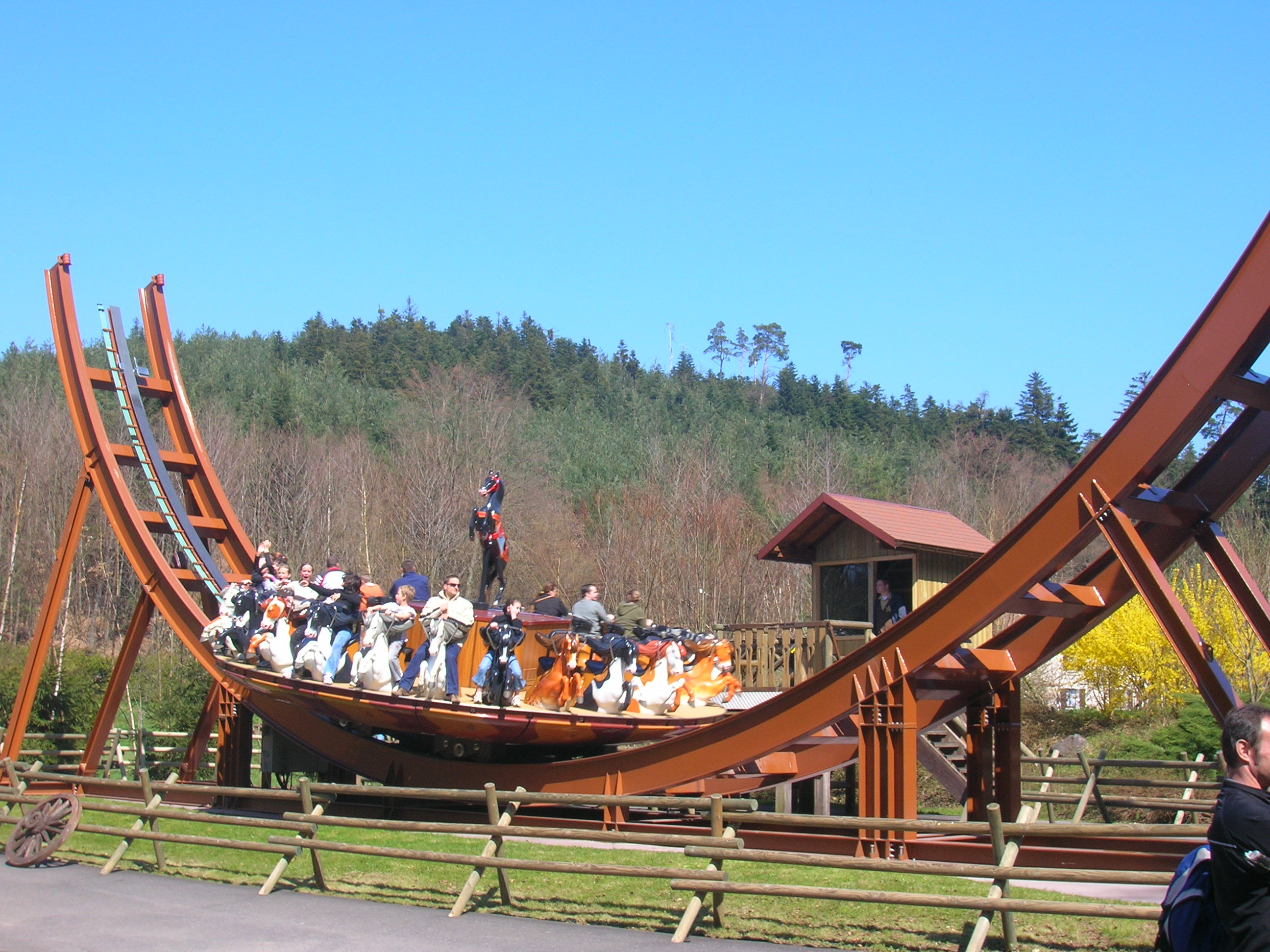
La Cavalerie, Disk'O de Fraispertuis-City.

Le Disk-O, le Mega Disk'O et le Disk'O Coaster sont des modèles d'attractions Half-pipe créés en 2003 par Gianbattista Zambelli et construits par Zamperla. Ces attractions existent en version fixe pour les parcs d'attractions et transportable pour les forains.
Les passagers prennent place à califourchon sur des sièges disposés sur le pourtour d'une plateforme ronde. Ils se retrouvent donc face vers l'extérieur. Cette plateforme est disposée sur un rail en forme de V ou de W. Pendant le tour, la plateforme tourne tout en faisant des va-et-vient sur le rail.
L'attraction a été nommée "meilleure nouvelle attraction" par l'IAAPA en 2006.

## Modèles
- Disk'O - 24 places, rail en forme de U.
- Mega Disk'O - large structure, 40 places, rail en forme de U.
- Mega Disk'O 24[2] - large structure, 24 places, rail en forme de U.
- Disk'O Coaster[3] - 40 places, rail en forme de W.

- Surf's Up - Variante du Disk'O Coaster où les passagers sont debout.

## Attractions de ce type
| Nom de l'attraction                          | Modèle         | Parc                            | Pays                | Année |
| -------------------------------------------- | -------------- | ------------------------------- | ------------------- | ----- |
| Air Walker                                   | Disk'O         | Carowinds                       | États-Unis          | 2023  |
| Alba-Tossen                                  | Disk'O         | BonbonLand                      | Danemark            | 2004  |
| Avatar Airbender                             | Mega Disk'O    | Pleasure Beach, Blackpool       | Royaume-Uni         | 2011  |
| Avatar the last Air Bender                   | Disk'O Coaster | Kings Island                    | États-Unis          | 2006  |
| Blorks Attack                                | Disk'O Coaster | Parc Spirou                     | France              | 2022  |
| Buffalo Bill Rodeo                           | Disk'O Coaster | Mirabilandia                    | Italie              | 2016  |
| Ciklón                                       | Mega Disk'O    | Isla Mágica                     | Espagne             | 2005  |
| Coaster Brontosaurus                         | Disk'O Coaster | China Dinosaurs Park            | Chine               | 2006  |
| Cobra                                        | Disk'O         | Dream Island                    | Russie              | 2020  |
| Cosmic Chaos                                 | Mega Disk'O    | Kennywood                       | États-Unis          | 2007  |
| Crazy Surfer                                 | Disk'O Coaster | Movie Park Germany              | Allemagne           | 2007  |
| Die Große Welle                              | Disk'O Coaster | Holiday Park                    | Allemagne           | 2021  |
| Dino Disk'O                                  | Disk'O Coaster | Parc Saint-Paul                 | France              | 2019  |
| Disk'O                                       | Disk'O         | Wunderland Kalkar               | Allemagne           | 2008  |
| Disk'O                                       | Disk'O         | OCT East                        | Chine               | 2010  |
| Disk'O                                       | Disk'O         | Happy Valley (Chengdu)          | Chine               | 2009  |
| Disk'O                                       | Disk'O Coaster | Happy Valley (Shanghai)         | Chine               | 2009  |
| Disk'O                                       | Disk'O         | Happy Valley (Wuhan)            | Chine               | 2012  |
| Disk'O                                       | Disk'O Coaster | Parc Hanayashiki                | Japon               |       |
| Disk'O                                       | Disk'O         | Parque Diversiones              | Costa Rica          | 2008  |
| Disk'O                                       | Disk'O         | Cypress Gardens Adventure Park  | États-Unis          | 2004  |
| Disk'O                                       | Disk'O         | Fantasilandia                   | Chili               | 2005  |
| Disk'O                                       | Disk'O         | Adventuredome                   | États-Unis          | 2007  |
| Disk'O                                       | Disk'O         | Go Karts Plus                   | États-Unis          | 2006  |
| Disk'O                                       | Disk'O         | Golf N' Stuff                   | États-Unis          | 2004  |
| Disk'O                                       | Disk'O         | Great Yarmouth Pleasure Beach   | Royaume-Uni         | 2004  |
| Disk'O                                       | Disk'O         | Mt. Olympus Water & Theme Park  | États-Unis          | 2005  |
| Disk'O                                       | Disk'O         | Happy Valley (Pékin)            | Chine               | 2006  |
| Disk'O                                       | Disk'O         | Victory Kingdom                 | Chine               | 2012  |
| Discobélix                                   | Disk'O Coaster | Parc Astérix                    | France              | 2016  |
| Disko Flashback                              | Disk'O         | Wild Waves Theme Park           | États-Unis          | 2008  |
| Dizzy Disk                                   | Disk'O         | Dollywood                       | États-Unis          | 2005  |
| Edge                                         | Disk'O Coaster | Paulton's Park                  | Royaume-Uni         | 2009  |
| Electro Spin                                 | Mega Disk'O 24 | Luna Park (Coney Island)        | États-Unis          | 2010  |
| Electro Spin                                 | Disk'O         | Silver Dollar City              | États-Unis          | 2006  |
| Electro Spin                                 | Mega Disk'O 24 | Parc du Bocasse                 | France              | 2010  |
| Grand Tournoi                                | Mega Disk'O 24 | Festyland                       | France              | 2010  |
| Hanghai                                      | Mega Disk'O    | Liseberg                        | Suède               | 2009  |
| Het Draken Nest                              | Mega Disk'O    | Avonturenpark Hellendoorn       | Pays-Bas            | 2017  |
| Il Girabugia                                 | Disk'O Coaster | Miragica                        | Italie              | 2009  |
| Jurakán                                      | Disk'O         | Xetulul                         | Guatemala           | 2008  |
| Kobra                                        | Disk'O Coaster | Chessington World of Adventures | Royaume-Uni         | 2010  |
| L'Apache                                     | Mega Disk'O 24 | Papéa Parc                      | France              | 2015  |
| La Cavalerie                                 | Disk'O         | Fraispertuis-City               | France              | 2005  |
| La Déferlante                                | Disk'O         | Parc Ange Michel                | France              | 2010  |
| La Grande Vague                              | Disk'O Coaster | Plopsaland De Panne             | Belgique            | 2013  |
| Le Disque du soleil                          | Disk'O Coaster | Le Pal                          | France              | 2007  |
| Le Grizzli                                   | Disk'O Coaster | Nigloland                       | France              | 2006  |
| Disco Loco                                   | Disk'O         | La Mer de sable                 | France              | 2016  |
| Mega Disk'O                                  | Mega Disk'O 24 | Didi'Land                       | France              | 2013  |
| Mega Disk'O                                  | Mega Disk'O    | Martin's Fantasy Island (en)    | États-Unis          | 2009  |
| Mega Vortex                                  | Mega Disk'O    | Waldameer Park                  | États-Unis          | 2009  |
| Mia's Riding Adventure                       | Mega Disk'O    | Legoland Windsor                | Royaume-Uni         | 2015  |
| Moto Disco                                   | Disk'O         | Jin Jiang Action Park           | Chine               |       |
| Navigator                                    | Mega Disk'O    | Flamingo Land Theme Park & Zoo  | Royaume-Uni         | 2005  |
| Ramba Zamba                                  | Disk'O         | Adventure Island                | Royaume-Uni         | 2004  |
| Redback                                      | Disk'O         | Aussie World                    | Australie           |       |
| Revolution 360°                              | Disk'O         | Seabreeze Amusement Park (en)   | États-Unis          | 2010  |
| Rev-O-Lution                                 | Mega Disk'O    | Lake Compounce                  | États-Unis          | 2011  |
| Shockwave                                    | Mega Disk'O    | Dreamworld                      | Australie           | 2011  |
| Spinosaurus                                  | Disk'O Coaster | Djurs Sommerland                | Danemark            | 2023  |
| Spinsanity                                   | Mega Disk'O    | Six Flags St. Louis             | États-Unis          | 2017  |
| Surf's Up                                    | Surf's Up      | Luna Park (Coney Island)        | États-Unis          | 2010  |
| Surf's Up                                    | Surf's Up      | Fun Spot USA (en)               | États-Unis          | 2009  |
| Surf's Up                                    | Surf's Up      | Leolandia                       | Italie              | 2009  |
| Temp'O                                       | Mega Disk'O 24 | Dennlys Parc                    | France              | 2012  |
| The Invader                                  | Disk'O Coaster | Rainbow's end                   | Nouvelle-Zélande    | 2009  |
| The Riddler Revolution                       | Disk'O Coaster | Warner Bros. World Abu Dhabi    | Émirats arabes unis | 2018  |
| Thor                                         | Disk'O Coaster | Drayton Manor                   | Royaume-Uni         | 2022  |
| Tidal Wave Twister                           | Disk'O Coaster | Energylandia                    | Pologne             | 2021  |
| Tifón                                        | Mega Disk'O    | Parque de Atracciones de Madrid | Espagne             | 2008  |
| Tiki Twirl (anciennement Survivor: The Ride) | Disk'O Coaster | California's Great America      | États-Unis          | 2006  |
| Tyrsky                                       | Disk'O Coaster | Särkänniemi                     | Finlande            | 2009  |
| Trombi                                       | Disk'O         | Tykkimäki                       | Finlande            | 2005  |
| UFO                                          | Disk'O         | Happy Valley (Shenzhen)         | Chine               | 2006  |
| Wave Rider                                   | Disk'O Coaster | OWA Alabama                     | États-Unis          | 2017  |
| Wielka Fala                                  | Disk'O Coaster | Majaland Kownaty                | Pologne             | 2020  |